# 小迪普鎮區 (北達科他州麥克亨利縣)
小迪普鎮區（英語：Little Deep Township）是位於美國北達科他州麥克亨利縣的一個鎮區。

## 地方資料
小迪普鎮區的面積為94.04平方千米，當中陸地面積為94.00平方千米，而水域面積為0.04平方千米。根據2020年美國人口普查的數據，當地共有人口49人，而人口密度為每平方千米0.52人。